# فورست بي. رويال
فورست بي. رويال (بالإنجليزية: Forrest Beton Royal)‏ هو ضابط أمريكي، ولد في 10 فبراير 1893 في نيويورك في الولايات المتحدة، وتوفي في 18 يونيو 1945 في بورنيو في بروناي.